# Suzanne, Somme
Suzanne là một xã ở tỉnh Somme, vùng Hauts-de-France, Pháp.

## Địa lý
Thị trấn này có cự ly khoảng 19 dặm Anh về phía đông của Amiens, trên đường D197.

## Dân số
| 1962                                                  | 1968 | 1975 | 1982 | 1990 | 1999 |
| ----------------------------------------------------- | ---- | ---- | ---- | ---- | ---- |
| 168                                                   | 168  | 147  | 143  | 159  | 151  |
| Số liệu dân số từ năm 1962, dân số không tính hai lần |      |      |      |      |      |